# 안상홍
안상홍(1918년 1월 13일~1985년 2월 25일)은 하나님의 교회를 창시한 대한민국의 종교인이다. 주로 초대교회의 교리 회복을 주장하며 여러 권의 교리 책자를 저술하고 전도활동을 하였다.

## 생애
- 1918년 1월 13일 전라북도 장수군 장계면[1] 명덕리에서 출생했다.
- 1948년 12월 16일 인천광역시 낙섬에서 제칠일안식일예수재림교회 이명덕 목사에게 침례를 받았다.
- 1962년 제칠일안식일예수재림교회에서 절기 준수를 주장하다가 안상홍의 주장을 따르는 23명과 함께 출교하였다.
- 1964년 하나님의 교회를 설립했다.
- 1985년 2월 25일 67세로 사망했다.[2]

## 주요 주장
- 새 언약의 안식일을 지켜야 한다.
- 새 언약의 유월절과 3차 7개 절기를 지켜야 한다.
- 일요일 예배, 크리스마스, 십자가 형상은 이교주의가 교회에 유입된 것이다.
- 그리스도는 육체로 재림한다(구름 타고 온다는것이 육체로 온다는것이다)
- 여성들은 예배나 기도를 할때 수건을 써야된다.
- 재림와 최후의 심판은 다른 사건이다.
- 예수님이 초림 3년동안 다윗에 왕위에 앉았는데 실제 다윗은 40년동안이므로 37년 공백을 누군가 매궈야된다.

## 대표 저서[3][4]
- 하나님의 비밀과 생명수의 샘
- 천사세계에서 온 손님들
- 최후의 재앙과 하나님의 인
- 모세의 율법과 그리스도의 율법
- 선악과와 복음
- 성부 성자 성령 성삼위일체 해설

## 하나님의 교회
하나님의 교회는 안상홍이 1964년 대한민국에서 설립한 신흥 종교이다. 하나님의교회 세계복음선교협회는 안상홍을 재림 예수로 믿는다. 전해지는 출판물이나 절기표를 보면 안상홍은 처음 '하나님의 교회' 설립 이후 '하나님교회 예수증인회' '하나님교 예수의증인회' 등의 부가적 명칭을 사용하기도 했다. 1970년 중반 이후 안상홍이 출판물과 언론 인터뷰 등에서 공식적으로 사용한 교회의 이름은 '하나님의 교회'로 확인된다.